# Municipio de Montrose (Dakota del Sur)
El municipio de Montrose (en inglés: Montrose Township) es un municipio ubicado en el condado de McCook en el estado estadounidense de Dakota del Sur. En el año 2010 tenía una población de 195 habitantes y una densidad poblacional de 2,12 personas por km².

## Geografía
El municipio de Montrose se encuentra ubicado en las coordenadas 43°43′30″N 97°11′58″O / 43.72500, -97.19944. Según la Oficina del Censo de los Estados Unidos, el municipio tiene una superficie total de 91.79 km², de la cual 91,77 km² corresponden a tierra firme y (0,02 %) 0,02 km² es agua.

## Demografía
Según el censo de 2010, había 195 personas residiendo en el municipio de Montrose. La densidad de población era de 2,12 hab./km². De los 195 habitantes, el municipio de Montrose estaba compuesto por el 100 % blancos. Del total de la población el 0 % eran hispanos o latinos de cualquier raza.